# Iveta Miculyčová
Iveta Miculyčová (* 15. September 2005 in Kostelec nad Orlicí) ist eine tschechische BMX-Radsportlerin.

## Sportlicher Werdegang
Miculyčová stammt aus Kostelec nad Orlicí. Als Jugendliche spielte sie Fußball für den FC Hradec Králové und gehörte der tschechischen U15-Nationalmannschaft an. In einem Interview sagte sie später, mit der Zeit sei sie des Fußballs müde geworden, außerdem habe sie das Gefühl gehabt, dass Mannschaftssportarten nicht zu ihr passten. 2018 eröffnete in ihrem Heimatort ein Skatepark, ein Jahr später schenkten ihre Eltern ihr zum 14. Geburtstag ein BMX-Rad. Von Beginn an fuhr Miculyčová gemeinsam mit dem einige Jahre älteren Tomáš Beran, den sie als Lehrer ansah. Bei den nationalen Meisterschaften im Sommer 2021, die sie gewann, zeigte sie als erste tschechische Frau einen Backflip. Sie verteidigte ihren tschechischen Meistertitel 2022 und 2023.
Im August 2022 wurde Miculyčová im Alter von 16 Jahren in München Europameisterin in der Disziplin Park. Im Finale setzte sie sich unter anderem gegen die Olympiasiegerin Charlotte Worthington und die Olympiadritte Nikita Ducarroz durch. Drei Monate nach ihrem EM-Titel gewann Miculyčová hinter Hannah Roberts und Ducarroz Bronze bei den Weltmeisterschaften in Abu Dhabi. 2023 wurde sie im Rahmen der Europaspiele 2023 in Krakau erneut Europameisterin.
2024 nahm Miculyčová an der Olympischen Qualifikationsserie teil, konnte aber wegen einer Knöchelverletzung nicht zur entscheidenden Runde antreten. Aufgrund der WM-Ergebnisse wurde sie dennoch für die Olympischen Spiele nominiert und wurde dort Sechste.

## Erfolge
2021
 Tschechische Meisterin – BMX-Freestyle Park
2022
 Europameisterin – BMX-Freestyle Park
 Weltmeisterschaften – BMX-Freestyle Park
 Tschechische Meisterin – BMX-Freestyle Park
2023
 Europameisterin – BMX-Freestyle Park
 Tschechische Meisterin – BMX-Freestyle Park
2024
 Europameisterschaften – BMX-Freestyle Park

## Ehrungen
Miculyčová gewann die Wahl zum Král cyklistiky (Radsportkönig bzw. tschechischer Radsportler des Jahres) für das Jahr 2022, als erst dritte Frau in der über 50-jährigen Geschichte des Wettbewerbs.